# Oscar, Duce de Skåne
Prințul Oscar, Duce de Skåne (Oscar Carl Olof; n. 2 martie 2016, Comuna Huddinge, Comitatul Stockholm, Suedia) este prinț suedez și copilul cel mic al Prințesei Moștenitoare Victoria a Suediei și a soțului acesteia, Prințul Daniel. Este al patrulea nepot al regelui Carl al XVI-lea Gustaf și al reginei Silvia. Prințul Oscar este al treilea în linia de succesiune la tronul Suediei, după mama și sora sa, Prințesa Estelle, Ducesă de Östergötland.

## Naștere
La 4 septembrie 2015, curtea regală a anunțat că Prințesa Moștenitoare Victoria așteaptă cel de-al doilea copil în martie 2016.
Prințul Oscar s-a născut la 2 martie 2016 la 20:28 CET. La naștere a cântărit 3.655 g și avea 52 de cm. Numele și titlurile sale au fost anunțate a doua zi, de bunicul său, regele. Nașterea lui a fost celebrată prin 21 de salve de tun. În trecut au existat doi Duci de Scania din Casa de Bernadotte, și ambii au devenit regi: Carol al XV-lea și Gustaf al VI-lea Adolf (stră-străbunicul Prințului Oscar).
Un Te Deum a avut loc la capela regală a palatului la 3 martie 2016 pentru a-i celebra nașterea.
Prințul Oscar a fost botezat la 27 mai 2016 la capela regală a Palatului Stockholm din Stockholm, Suedia. Nașii săi sunt: Prințul Moștenitor Frederic al Danemarcei; Prințesa Moștenitoare Mette-Marit a Norvegiei; mătușa maternă Prințesa Madeleine a Suediei; vărul mamei sale Oscar Magnuson; și vărul tatălui său Hans Åström. A fost botezat în vechea rochie de botez a familiei, care a fost purtată pentru prima dată de Prințul Gustaf Adolf la botezul său din 1906. Numele și data botezului au fost adăugate în broderia rochii.